# Paweł Juszczak
Paweł Juszczak, wcześniej Paweł Ciaś (ur. 22 lutego 1994 w Gdańsku) – polski tenisista, czterokrotny mistrz Polski w grze pojedynczej.

## Kariera tenisowa
Podczas swojej kariery zwyciężył w siedmiu singlowych oraz czterech deblowych turniejach rangi ITF.
Czterokrotnie zdobył mistrzostwo Polski w grze pojedynczej. W 2013 roku jego przeciwnikiem w finale był Piotr Łomacki, a dwa lata później Grzegorz Panfil. W 2019 roku wygrał w finale z Danielem Michalskim. W 2023 roku pokonał w finale Martyna Pawelskiego.
W rankingu gry pojedynczej najwyżej był na 393. miejscu (25 czerwca 2018), a w klasyfikacji gry podwójnej na 638. pozycji (3 sierpnia 2015).

## Zwycięstwa w turniejach ITF

### Gra pojedyncza
|    | Data       | Turniej        | ($)    | Naw.    | Przeciwnik          | Wynik         |
| 1. | 05/06/2016 | Koszalin       | 10 000 | Ceglana | Michal Schmid       | 6:4, 6:2      |
| 2. | 30/07/2017 | Mrągowo        | 15 000 | Ceglana | Oleksij Kolisnik    | 4:6, 6:3, 6:2 |
| 3. | 03/09/2017 | Koszalin       | 15 000 | Ceglana | Marcin Gawron       | 6:4, 6:3      |
| 4. | 05/11/2017 | Szarm el-Szejk | 15 000 | Twarda  | Ryan Nijboer        | 6:3, 6:4      |
| 5. | 31/07/2022 | Łódź           | 15 000 | Ceglana | Maks Kaśnikowski    | 6:4, 7:6(4)   |
| 6. | 18/06/2023 | Litija         | 15 000 | Ceglana | Alvaro Guillen Meza | 6:3, 6:1      |
| 7. | 30/06/2024 | Wrocław        | 15 000 | Ceglana | Michael Agwi        | 6:1, 7:5      |

### Gra podwójna
|    | Data       | Turniej | ($)    | Naw.    | Partner            | Przeciwnicy                     | Wynik                |
| 1. | 20/03/2016 | Pula    | 10 000 | Ceglana | Grzegorz Panfil    | Pedro Martínez Jaume Munar      | 4:6, 6:3, 10−6       |
| 2. | 09/07/2017 | Mrągowo | 15 000 | Ceglana | Adrian Andrzejczuk | Oleksij Kolisnik Oleh Prihodko  | 6:7(1), 7:6(6), 10−7 |
| 3. | 06/05/2018 | Wisła   | 15 000 | Ceglana | Gábor Borsos       | Daniel Kossek Maciej Smoła      | 6:1, 7:5             |
| 4. | 27/05/2018 | Ustroń  | 15 000 | Ceglana | Grzegorz Panfil    | Luca Castelnuovo Mikałaj Haliak | 6:4, 6:4             |